# Bolshói Kichmái
Bolshói Kichmái (en ruso: Большо́й Кичма́й, en adigué: ШэхэкIэй) es un aul del distrito de Lázarevskoye de la unidad municipal de la ciudad de Sochi del krai de Krasnodar, en el sur de Rusia. Está situado en la orilla derecha del río Shajé, a 7 km tierra adentro desde el mar Negro, 32 km al noroeste de Sochi y 140 km al sureste de Krasnodar, la capital del krai. Tenía 724 habitantes en 2010.
Es centro administrativo del ókrug rural Kichmaiski, al que pertenecen asimismo Mali Kichmái, Volkonka, Zúbova Shchel y Katkova Shchel. La principal nacionalidad del ókrug es la adigué-shapsug.

## Historia
El nombre de la localidad, un antiguo aul adigué, deriva de la palabra de ese idioma кыщ ("forja"). Figura en mapas de 1905 un aul Kichmái, con 32 patios y población predominantemente circasiana (shapsug). Perteneció administrativamente al volost de Tuapsé del ókrug del Mar Negro del óblast de Kubán-Mar Negro entre el 30 de junio de 1920 y el 18 de mayo de 1922. Entre el 26 de diciembre de 1962 y el 16 de enero de 1965 perteneció al raión de Tuapsé.

## Lugares de interés
Cabe destacar el monumento a los caídos en la Gran Guerra Patria, el monumento a Aidamir Achimizov, la estela en memoria de las víctimas de la guerra del Cáucaso. En la localidad hay un museo etnográfico. En los alrededores se halla el complejo natural "33 cascadas", en la garganta Dzhegosh del valle del Shajé.

## Transporte
Está conectada por autobús a Golovinka, en la desembocadura del río en la costa del mar Negro, donde se halla una plataforma ferroviaria de la línea Tuapsé-Sujumi de la red del ferrocarril del Cáucaso Norte y la carretera federal M27 Dzhubga-frontera abjasa.

## Educación
La localidad cuenta con la escuela nº90.

## Personalidades
- Aidamir Achimizov (1912-1942), profesor, director de escuela y Héroe de la Unión Soviética.